# George Lascelles
George Henry Hubert Lascelles KBE, VII conde de Harewood (Londres, 7 de febrero de 1923-Casa Harewood, Reino Unido, 11 de julio de 2011) fue un melómano y promotor de ópera, empresario, crítico, escritor y filántropo británico.

## Biografía
George Lascelles nació en Harewood House, Yorkshire, la mansión perteneciente a su familia. Era hijo de Henry Lascelles, VI conde de Harewood, y de María del Reino Unido, princesa real (única hija del rey Jorge V y de la reina María) y primo de la reina Isabel II del Reino Unido. Cuando nació ocupaba el sexto lugar en la línea de sucesión al Trono.
Fue educado primero en el Ludgrove School y más tarde en el Colegio Eton y en el King's College de Cambridge. Tras graduarse, ingresó en la Guardia de Granaderos, donde fue ascendido al grado de capitán. Durante la Segunda Guerra Mundial sirvió en Argelia e Italia, donde fue hecho prisionero por los alemanes en Monte Corno y llevado al castillo de Colditz, donde permaneció como prisionero entre 1944 y marzo de 1945. Adolf Hitler firmó su sentencia de muerte pero el comandante de la prisión, viendo que la guerra estaba perdida, se negó a cumplir la orden y envió al prisionero a Suiza.
Entre 1945 y 1946 sirvió como edecán de lord Athlone, gobernador general de Canadá y en 1947, 1953-1954 y 1956 como consejero de Estado, siendo la primera persona sin título real que recibió tal nombramiento.
Promotor de música, llegó a ser director de la Royal Opera de Covent Garden en Londres entre 1950-53 y 1969-72 y director del Festival de Edimburgo entre 1961-65. Sirvió como mánager general de la Sadler's Well Opera, hoy English National Opera entre 1972-85. Fue mánager de Opera Australia y Opera North.
Fue director de la British Board of Film Classification entre 1980 y 1990.
Publicó y comentó la versión revisada del Kobbe Opera Book, referente del medio musical. Escribió crítica musical para The Nation y New Statesman entre otras publicaciones.
En 1968 mantuvo una larga entrevista con su amiga la cantante Maria Callas, que estaba recluida en su residencia en París, que se conoce como "The Callas Conversations", editada en CD y DVD.
Apasionado por el fútbol, fue presidente de la Asociación del Fútbol entre 1963 y 1972 y del Leeds United Association Football Club desde 1962 hasta su fallecimiento.
Se casó con Marion Stein (hija del pianista Erwin Stein) en 1949 y se divorció en 1967. Tuvieron tres hijos. Tres semanas después de su divorcio, solicitó permiso a su prima la reina que, tras consultarlo con su consejo privado, se lo concedió para casarse con su ex-secretaria Patricia "Bambi" Tuckwell (hija de Barry Tuckwell), con quien tuvo su cuarto hijo.
Publicó sus memorias "Las lenguas y los dientes " en 1981.
Fue condecorado caballero de la Orden del Imperio Británico y, en 2010, con la Orden de Australia.
Residió en un ala de la Harewood House en Yorkshire, que no se encontraba entre sus posesiones, en Leeds, donde tenía su colección de arte valorada en cincuenta millones de libras esterlinas.
Se le considera uno de los más importantes difusores de la música clásica en general y de la ópera en particular en el Reino Unido, habiendo promocionado la obra de Benjamin Britten, Leos Janacek, compositores ingleses y la primera versión de El anillo del nibelungo en inglés, en 1970, dirigida por Reginald Goodall.
Lo sucede su hijo David Lascelles como VIII conde de Harewood.

## Publicaciones
- The Tongs And Bones: The Memoires of Lord Harewood, George Weidenfeld and Nicholson (1981), ISBN 0 297 77960 5

- KOBBE'S Ilustrated Opera Book, Putnam 1989, ISBN 0-399-13475-1

## Títulos
- El Honorable George Lascelles (1923 – 1929)
- El Honorable vizconde Lascelles (1929 – 1947)
- El Muy Honorable conde de Harewood (1947 – 1986)
- El Muy Honorable conde de Harewood, KBE (1986 – 2010)
- El Muy Honorable conde de Harewood, KBE AM (2010 – 2011)